# مگس‌گیر جنگلی دم‌حنایی
مگس‌گیر جنگلی دم‌حنایی (نام علمی: Cyornis ruficauda) نام یک گونه از سرده مگس‌گیرهای آبی است.